# 加州手躄魚
加州手躄魚是輻鰭魚綱鮟鱇目躄魚亞目躄魚科的其中一種，為熱帶海水魚，分布於東太平洋區，從美國加利福尼亞州至秘魯海域，棲息深度0-40公尺，背鰭硬棘3枚、背鰭軟條11-12枚、臀鰭軟條7-8枚，體長可達8.2公分，棲息在岩礁區，與海綿共生，生活習性不明。

## 扩展阅读
維基物種上的相關：加州手躄魚